# Robert Aldrich
Robert Burgess Aldrich (Cranston, 9 agosto 1918 – Los Angeles, 5 dicembre 1983) è stato un regista, sceneggiatore e produttore cinematografico statunitense, considerato uno dei cineasti più anticonformisti della generazione che contribuì a trasformare il cinema americano negli anni cinquanta.
Più apprezzato dalla critica europea che da quella statunitense, ha sempre mantenuto un approccio indipendente per affrontare questioni politiche e sociali controverse, descrivere personaggi perdenti, cinici e violenti e ambienti (non ultimo quello di Hollywood) in cui l'avidità e la sete di potere sfidano l'individuo a sopravvivere.
Nella sua trentennale carriera ha spaziato dal western (Vera Cruz) al noir (Un bacio e una pistola), dal film di guerra (Prima linea) alla commedia (Scusi, dov'è il West?) alternando enormi successi al box office tra cui Che fine ha fatto Baby Jane?, Quella sporca dozzina e Quella sporca ultima meta a clamorosi fallimenti come Quando muore una stella, L'assassinio di Sister George e California Dolls.
Nel 2017 l'attore Alfred Molina ha impersonato il regista nella miniserie Feud - Bette and Joan, trasmessa in Italia nel gennaio 2018 dal canale Studio Universal e incentrata sulla rivalità tra Bette Davis e Joan Crawford durante la lavorazione di Che fine ha fatto Baby Jane?.

## Biografia
(Robert Aldrich)
Nato nel 1918 a Cranston nel Rhode Island, Robert Aldrich crebbe in una famiglia di politici e banchieri (il nonno paterno era il senatore repubblicano Nelson Wilmarth Aldrich e uno degli zii l'imprenditore John Davison Rockefeller Jr.) e iniziò a lavorare nel cinema nel 1941, subito dopo la laurea in economia all'Università della Virginia. Assunto dalla RKO come addetto alla produzione, si trasferì a Hollywood dove poco tempo dopo iniziò a lavorare come assistente di registi quali Edward Dmytryk, Lewis Milestone, Joseph Losey e Charlie Chaplin. Nei successivi dieci anni Aldrich imparò il mestiere con film come I forzati della gloria (1945), Anima e corpo (1947), Arco di trionfo (1948) e Luci della ribalta (1952).

### Gli anni cinquanta

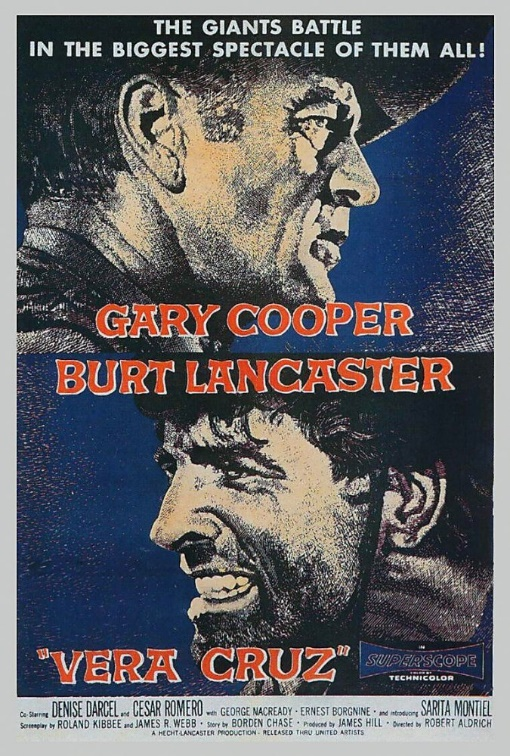
Vera Cruz (1954)

Nel 1952 debuttò alla regia in alcune serie televisive che lo fecero conoscere al pubblico americano, tra cui Schlitz Playhouse of Stars e The Doctor. L'esordio sul grande schermo avvenne l'anno successivo con Il grande alleato, dramma ambientato nel mondo del baseball prodotto dalla MGM cui seguì il thriller Singapore intrigo internazionale, ma la svolta ci fu nel 1954 grazie all'incontro con l'attore Burt Lancaster, che lo stesso anno diresse nei western L'ultimo Apache e Vera Cruz prodotti dalla Hecht-Lancaster Productions. Pur non particolarmente apprezzati dalla critica, entrambi furono dei successi al botteghino e assicurarono al regista una maggiore libertà per il film successivo.
Il produttore Victor Saville gli chiese di adattare un romanzo di Mickey Spillane intitolato Kiss Me, Deadly (edito in Italia come Bacio mortale), uno dei gialli con protagonista l'investigatore privato Mike Hammer. Il soggetto non trovò l'approvazione della Production Code Administration a causa dei riferimenti al narcotraffico e alla mafia, nonché il ritratto di Hammer come «assassino a sangue freddo i cui numerosi omicidi sono totalmente giustificati». Aldrich e lo sceneggiatore A. I. Bezzerides trasformarono perciò il romanzo aggiungendo riferimenti alla guerra fredda e sostituendo la droga con la minaccia nucleare e nel novembre del 1954 la sceneggiatura fu approvata.

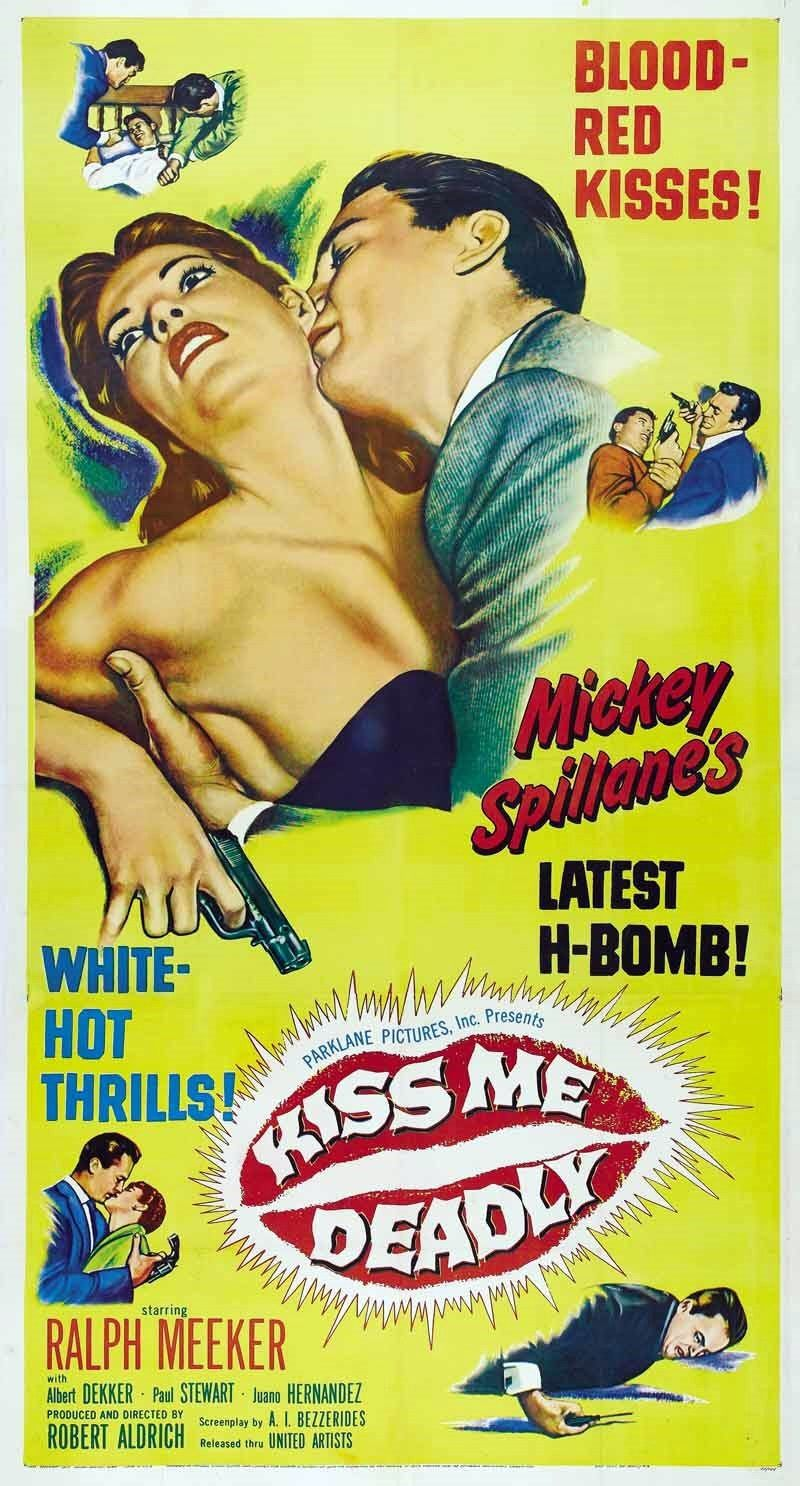
Un bacio e una pistola (1955)

Il risultato fu Un bacio e una pistola, definito dal critico Tim Dirks «il film noir definitivo, apocalittico e nichilista», che cominciò a mostrare la cifra stilistica e narrativa che Robert Aldrich avrebbe ulteriormente sviluppato in seguito. Il film uscì nel maggio 1955 e ottenne un riscontro sufficiente a permettergli di fondare la compagnia Associates & Aldrich, con la quale lo stesso anno realizzò Il grande coltello, adattamento di The Big Knife di Clifford Odets interpretato da Jack Palance, Shelley Winters e Rod Steiger.
Il graffiante ritratto di Hollywood e di uno star system fatto di personaggi egomaniaci, pavidi e amorali vinse il Leone d'argento alla Mostra di Venezia, ciò nonostante fu accolto da recensioni negative in patria mentre in Europa ottenne il plauso della critica. I Cahiers du cinéma accolsero Aldrich come protagonista di una nuova "rivoluzione autoriale" e inclusero tre dei suoi film (L'ultimo Apache, Vera Cruz e Il grande coltello) tra i dieci migliori dell'anno. «Non c'è dubbio che la rivelazione di Robert Aldrich sarà l'evento cinematografico del 1955», scrisse François Truffaut, «all'inizio dell'anno non conoscevamo nemmeno il suo nome».
Il grande coltello fu un insuccesso anche al box office e i risultati non migliorarono con il dramma Foglie d'autunno (1956), con il quale vinse l'Orso d'argento al Festival di Berlino, il film antimilitarista Prima linea (1956), interpretato ancora da Jack Palance e vincitore del Premio Pasinetti a Venezia, e il noir La giungla della settima strada (1957), prodotto dalla Columbia Pictures che non approvò la dura descrizione di un'industria di New York corrotta e infestata da criminali e rimpiazzò il regista con Vincent Sherman.
Aldrich continuò a ricevere riconoscimenti in Europa, tanto che in Belgio il Club du Livre du Cinéma gli riservò una delle monografie della collana Les Grands Créateurs du Cinéma, accanto a cineasti quali John Huston, Jean Renoir e Vittorio De Sica. Il decennio si chiuse proprio oltreoceano, dove nel 1959 girò i film di guerra Le colline dell'odio e Dieci secondi col diavolo, due co-produzioni che ottennero una tiepida accoglienza da parte di pubblico e critica. Lo stesso anno fu chiamato a presiedere la giuria della 9ª edizione del Festival di Berlino.

### Gli anni sessanta
Nel 1961 Aldrich tornò al western con L'occhio caldo del cielo, girato in Messico con Rock Hudson e Kirk Douglas come protagonisti. Il regista definì il periodo delle riprese «un'esperienza estremamente spiacevole» e fu particolarmente insoddisfatto della sceneggiatura di Dalton Trumbo, che nello stesso periodo stava scrivendo anche quelle di Exodus di Otto Preminger e Spartacus di Stanley Kubrick. Allo stesso tempo dichiarò però di condividere in pieno la scelta di Trumbo di lavorare a più progetti contemporaneamente, dato che dopo oltre dieci anni era "uscito" dalla lista nera di Hollywood e aveva bisogno di riaffermare il proprio nome. L'anno successivo girò in Italia e in Marocco il film storico Sodoma e Gomorra, al quale contribuì anche Sergio Leone come direttore della seconda unità prima di lasciare la produzione per cause mai conosciute.

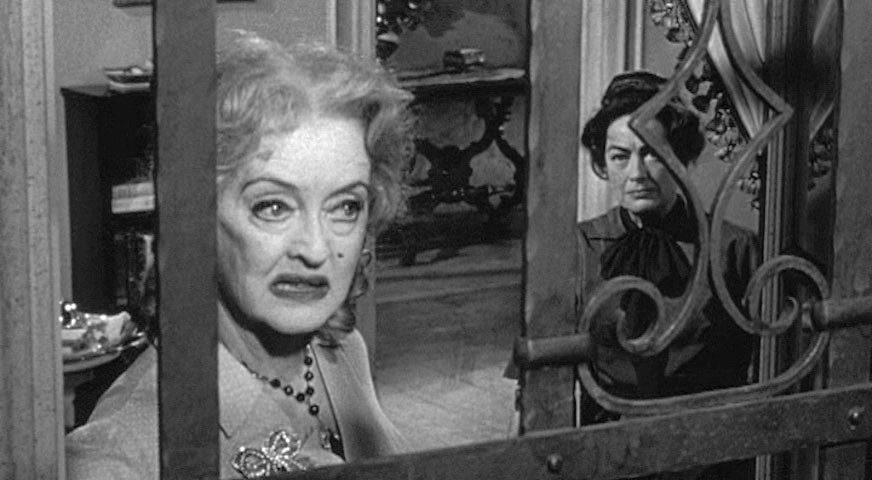
Bette Davis e Joan Crawford in una scena di Che fine ha fatto Baby Jane? (1962)

Il 6 settembre 1961 la stampa riportò che Robert Aldrich avrebbe diretto l'adattamento del romanzo What Ever Happened to Baby Jane? di Henry Farrell, progetto in sospeso da quando il produttore Richard Rush aveva acquisito i diritti cinematografici oltre un anno prima. Secondo quanto scrisse il New York Times, Joan Crawford si era rivolta al regista già alcuni anni prima suggerendogli di girare un film con lei e Bette Davis. Da allora Aldrich era rimasto affascinato dall'idea delle due dive come co-protagoniste e il 29 luglio 1962 dichiarò che lui e la Crawford avevano concordato sulla storia da portare sullo schermo e che aveva incaricato Lukas Heller di scrivere la sceneggiatura.

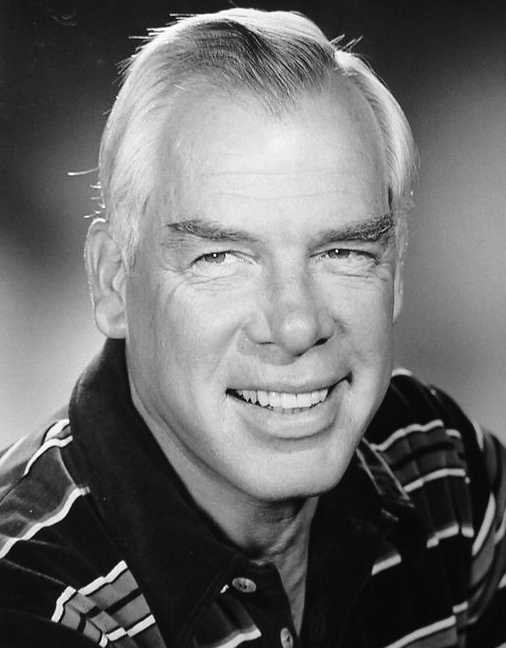
Lee Marvin, interprete di Prima linea (1962) e Quella sporca dozzina (1967)

Che fine ha fatto Baby Jane? fu proiettato nel maggio 1963 al Festival di Cannes e ricevette cinque candidature agli Oscar, inclusa quella a Bette Davis come miglior attrice protagonista, ma vincendo solo quello per i migliori costumi. Venne accolto da recensioni prevalentemente positive e fu il più grande successo di Aldrich al botteghino dai tempi di Vera Cruz. Dopo una serie di film piuttosto ignorati, il regista riuscì a "ringiovanire" la sua carriera con un'accusa al vecchio star system di Hollywood, un thriller psicologico che con il tempo sarebbe diventato un classico per il suo kitsch intenzionale e per le performance delle due co-protagoniste.
Il 28 agosto 1963, dopo la commedia western I 4 del Texas realizzata per la Warner Bros. e quasi un anno dopo il successo di Baby Jane, la rivista Variety annunciò che Aldrich stava lavorando ad un progetto intitolato What Ever Happened to Cousin Charlotte?, suggerendo l'idea di un sequel. In realtà la Crawford e la Davis avevano firmato per interpretare nuovi personaggi per un soggetto originale scritto da Henry Farrell, per cui nel marzo 1964 il titolo fu prudentemente cambiato in Hush... Hush, Sweet Charlotte (Piano... piano, dolce Carlotta). Le riprese, subirono numerose interruzioni, dovute anche a una polmonite virale che aveva colpito Joan Crawford, e il regista decise di sostituirla e di volare a Parigi per ingaggiare Olivia de Havilland.
La 20th Century Fox incrementò la campagna pubblicitaria per anticipare l'uscita nazionale in tempo per una possibile candidatura agli Oscar, tanto che Aldrich fu ricoverato in ospedale per un esaurimento nervoso mentre tentava freneticamente di terminare la post-produzione in tempo per la scadenza. Il film ottenne sette nomination, tra cui quella a Agnes Moorehead come miglior attrice non protagonista, e fu un altro successo di critica e pubblico, anche se non al livello di Baby Jane.
Altre due candidature arrivarono nel 1965 grazie a Il volo della fenice, una storia di sopravvivenza ambientata nel deserto del Sahara che nonostante la presenza di James Stewart, Richard Attenborough, Peter Finch e Ernest Borgnine si rivelò un fallimento commerciale. Lo stesso anno E. M. Nathanson pubblicò il romanzo The Dirty Dozen, ispirato alla vera storia di un gruppo di condannati a morte costretti a partecipare ad una pericolosa missione in cambio della salvezza durante la seconda guerra mondiale. La MGM assegnò la regia a Aldrich e il film fu girato in Inghilterra nel 1966. Forte di un cast che includeva Lee Marvin, John Cassavetes, Charles Bronson, Ernest Borgnine, Donald Sutherland e Telly Savalas, Quella sporca dozzina diventò il più grande successo di pubblico del 1967 e uno dei maggiori degli anni sessanta, oltre che un modello per molti film d'azione dei decenni successivi.
Il successo del film permise al regista di acquistare uno studio cinematografico che inaugurò nell'agosto 1968, ma il piano di produrre fino a 16 film nei successivi cinque anni dovette fare i conti con il fallimento delle prime due produzioni: il dramma anti-Hollywood Quando muore una stella e il controverso L'assassinio di Sister George, adattamento della commedia teatrale di Frank Marcus su un'affascinante attrice di soap opera (Beryl Reid) che teme di perdere sia il lavoro che la giovane amante (Susannah York). Il film fu distribuito col divieto ai minori di 18 anni, che condannò le sue prospettive commerciali e costrinse Aldrich a un accordo con la ABC-Palomar.

### Gli anni settanta

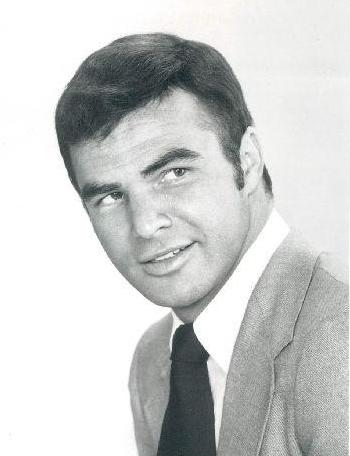
Burt Reynolds, protagonista di due successi di Aldrich degli anni settanta

Le cose non andarono meglio con Non è più tempo d'eroi (1970), forse il film di guerra più apertamente antimilitarista di Aldrich che contribuì anche alla sceneggiatura, il gangster movie ultraviolento Grissom Gang (Niente orchidee per Miss Blandish) (1971), e il western revisionista Nessuna pietà per Ulzana (1972), nonostante la presenza in quest'ultimo del vecchio amico Burt Lancaster che rimontò una versione alternativa del film per il mercato europeo. Aldrich fu costretto a mettere in vendita il suo studio e nel 1973 realizzò per la 20th Century Fox il dramma ambientato durante la grande depressione L'imperatore del Nord, mostrato fuori concorso al festival di Berlino dove i due protagonisti Lee Marvin e Ernest Borgnine furono tra le celebrità più acclamate dal pubblico.
Nel 1974 avvenne un altro incontro fortunato per Aldrich, quello con l'attore Burt Reynolds che diresse nel dramma sportivo Quella sporca ultima meta e l'anno successivo in Un gioco estremamente pericoloso, film neo-noir co-prodotto grazie alla creazione della RoBurt Productions. Il primo si aggiudicò un Golden Globe come miglior commedia ed entrambi risultarono molto apprezzati dal pubblico, risollevando momentaneamente il regista dalla crisi professionale e consolidando la celebrità di Reynolds. Nel 1975 subentrò a Robert Wise come presidente della Directors Guild of America, corporazione dei registi cinematografici e televisivi statunitensi che guidò per quattro anni, e nel 1977 diresse per la quarta e ultima volta Burt Lancaster in Ultimi bagliori di un crepuscolo, uno dei primi film apertamente critici verso la guerra del Vietnam tratto dal romanzo Viper Three di Walter Wager.
Dopo il flop de I ragazzi del coro, nel 1979 diresse la commedia western Scusi, dov'è il West?, dopo la rinuncia di registi come Mike Nichols, Miloš Forman e Bud Yorkin. Aldrich accettò soprattutto perché a interpretare il ruolo del fuorilegge Tommy Lillard avrebbe dovuto essere John Wayne, rimanendo profondamente deluso quando l'attore si ritirò dal progetto per questioni economiche e fu sostituito da Harrison Ford. «Ogni volta che dirigeva una scena, nella sua mente vedeva John Wayne», ha dichiarato il produttore Mace Neufeld, «trattava "mentalmente" con un'icona dello schermo, non aiutava Harrison come attore e gli metteva una pressione enorme». Il film raccolse recensioni modeste, anche se la critica sottolineò il talento di Ford e soprattutto la performance del protagonista Gene Wilder, che in seguito ha espresso la sua ammirazione per il regista: «Era intelligente e in ogni momento sapeva esattamente quello che stava facendo. Come tutti i migliori registi, ti dava sempre l'opportunità di sorprenderlo».

### Gli ultimi anni
Nel 1981 Robert Aldrich diresse California Dolls, commedia ambientata nel mondo del wrestling femminile interpretata da Peter Falk. Mentre negli Stati Uniti si rivelò un clamoroso insuccesso (The Village Voice lo elencò tra i "disastri cinematografici" dell'anno) il film ottenne un riscontro positivo oltreoceano e spinse il regista a considerare l'idea di un sequel. Le cattive condizioni di salute non gli permisero però di portare avanti il suo progetto e pochi mesi dopo l'uscita del film, Aldrich dovette subire un intervento chirurgico che gli causò un'insufficienza renale. Morì il 5 dicembre 1983 a Los Angeles, dove fu sepolto nel Forest Lawn Memorial Park di Hollywood Hills.

### Vita privata
Robert Aldrich è stato sposato dal 1941 al 1965 con Harriet Foster, dalla quale ha avuto quattro figli tutti impegnati nell'industria cinematografica: Adell, William, Alida e Kelly. Dopo il divorzio, l'11 novembre 1966 ha sposato la modella Sibylle Siegfried, rimasta accanto al regista fino alla morte di quest'ultimo nel 1983.

## Filmografia

### Aiuto regista
- L'ora del destino (Joan of Paris), regia di Robert Stevenson (1942) – NA[31]
- The Falcon Takes Over, regia di Irving Reis (1942) – NA
- Dedizione (The Big Street), regia di Irving Reis (1942) – NA
- 19º stormo bombardieri (Bombardier), regia di Richard Wallace (1943) – NA
- Tragico oriente (Behind the Rising Sun), regia di Edward Dmytryk (1943) – NA
- La signorina e il cow-boy (A Lady Takes a Chance), regia di William A. Seiter (1943)
- The Adventures of a Rookie, regia di Leslie Goodwins (1943) – NA
- Viaggio per la libertà (Gangway for Tomorrow), regia di John H. Auer (1943) – NA
- Rookies in Burma, regia di Leslie Goodwins (1943) – NA
- I forzati della gloria (The Story of G.I. Joe), regia di William A. Wellman (1945)
- L'uomo del Sud (The Southerner), regia di Jean Renoir (1945)
- Perdonate il mio passato (Pardon My Past), regia di Leslie Fenton (1945)
- Lo strano amore di Marta Ivers (The Strange Love of Martha Ivers), regia di Lewis Milestone (1946) – NA
- Il disonesto (The Private Affairs of Bel Ami), regia di Albert Lewin (1947)
- Anima e corpo (Body and Soul), regia di Robert Rossen (1947)
- Arco di trionfo (Arch of Triumph), regia di Lewis Milestone (1948)
- Due sorelle a New York (So This Is New York), regia di Richard Fleischer (1948)
- Tra moglie e marito (No Minor Vices), regia di Lewis Milestone (1948) – NA
- Le forze del male (Force of Evil), regia di Abraham Polonsky (1948)
- Presi nella morsa (Caught), regia di Max Ophüls (1949) – NA
- Minuzzolo (The Red Pony), regia di Lewis Milestone (1949) – NA
- Luce rossa (Red Light), regia di Roy Del Ruth (1949)
- Un bacio per Corliss (A Kiss for Corliss), regia di Richard Wallace (1949)
- La torre bianca (The White Tower), regia di Ted Tetzlaff (1950) – NA
- Musica cuore del mondo (Of Men and Music), regia di Alexander Hammid e Irving Reis (1951) – Documentario
- M, regia di Joseph Losey (1951)
- La roccia di fuoco (New Mexico), regia di Irving Reis (1951)
- Sciacalli nell'ombra (The Prowler), regia di Joseph Losey (1951)
- Luci della ribalta (Limelight), regia di Charlie Chaplin (1952)
- Kidd il pirata (Abbott and Costello Meet Captain Kidd), regia di Charles Lamont (1952)

### Regista
- Il grande alleato (Big Leaguer) (1953)
- Singapore intrigo internazionale (World for Ransom) (1954)
- L'ultimo Apache (Apache) (1954)
- Vera Cruz (1954)
- Un bacio e una pistola (Kiss Me Deadly) (1955)
- Il grande coltello (The Big Knife) (1955)
- Foglie d'autunno (Autumn Leaves) (1956)
- Prima linea (Attack) (1956)
- La giungla della settima strada (The Garment Jungle), regia di Vincent Sherman (1957) – NA
- Le colline dell'odio (The Angry Hills) (1959)
- Dieci secondi col diavolo (Ten Seconds to Hell) (1959)
- L'occhio caldo del cielo (The Last Sunset) (1961)
- Sodoma e Gomorra (Sodom and Gomorrah) (1962)
- Che fine ha fatto Baby Jane? (What Ever Happened to Baby Jane?) (1962)
- I 4 del Texas (4 for Texas) (1963)
- Piano... piano, dolce Carlotta (Hush... Hush, Sweet Charlotte) (1964)
- Il volo della fenice (The Flight of the Phoenix) (1965)
- Quella sporca dozzina (The Dirty Dozen) (1967)
- Quando muore una stella (The Legend of Lylah Clare) (1968)
- L'assassinio di Sister George (The Killing of Sister George) (1968)
- The Greatest Mother of Them All (1969) – Cortometraggio
- Non è più tempo d'eroi (Too Late the Hero) (1970)
- Grissom Gang (Niente orchidee per Miss Blandish) (The Grissom Gang) (1971)
- Nessuna pietà per Ulzana (Ulzana's Raid) (1972)
- L'imperatore del Nord (Emperor of the North Pole) (1973)
- Quella sporca ultima meta (The Longest Yard) (1974)
- Un gioco estremamente pericoloso (Hustle) (1975)
- Ultimi bagliori di un crepuscolo (Twilight's Last Gleaming) (1977)
- I ragazzi del coro (The Choirboys) (1977)
- Scusi, dov'è il West? (The Frisco Kid) (1979)
- California Dolls (...All the Marbles) (1981)

#### Serie televisive
- China Smith (1952) – Episodi Shanghai Clipper e Straight Settlement
- Schlitz Playhouse of Stars (1952) – Episodio The Pussyfootin' Rocks
- The Doctor (1952-1953) – Episodi Blackmail, The Guest, A Tale of Two Christmases e Take the Odds
- Four Star Playhouse (1953-1954) – Episodi The Squeeze, The Witness, The Hard Way, The Gift e The Bad Streak
- Hotel de Paree (1959) – Episodio Sundance Returns
- Avventure in paradiso (Adventures in Paradise) (1959) – Episodi The Black Pearl e Safari at Sea

### Produttore
- The First Time, regia di Frank Tashlin (1952) – Prod. associato
- Singapore intrigo internazionale (World for Ransom) (1954)
- Un bacio e una pistola (Kiss Me Deadly) (1955)
- Il grande coltello (The Big Knife) (1955)
- Prima linea (Attack) (1956)
- L'ultima cavalcata (The Ride Back), regia di Allen H. Miner (1957) – NA
- Dieci secondi col diavolo (Ten Seconds to Hell) (1959) – NA
- Che fine ha fatto Baby Jane? (What Ever Happened to Baby Jane?) (1962)
- I 4 del Texas (4 for Texas) (1963)
- Piano... piano, dolce Carlotta (Hush... Hush, Sweet Charlotte) (1964)
- Il volo della fenice (The Flight of the Phoenix) (1965)
- Quando muore una stella (The Legend of Lylah Clare) (1968)
- L'assassinio di Sister George (The Killing of Sister George) (1968)
- La terza fossa (What Ever Happened to Aunt Alice?), regia di Lee H. Katzin (1969)
- The Greatest Mother of Them All (1969) – Cortometraggio
- Non è più tempo d'eroi (Too Late the Hero) (1970)
- Grissom Gang (Niente orchidee per Miss Blandish) (The Grissom Gang) (1971)
- Un gioco estremamente pericoloso (Hustle) (1975)

### Sceneggiatore
- La gente Gamma (The Gamma People), regia di John Gilling (1956) – NA
- Dieci secondi col diavolo (Ten Seconds to Hell) (1959)
- I 4 del Texas (4 for Texas) (1963)
- Non è più tempo d'eroi (Too Late the Hero) (1970) – Anche soggetto
- Ultimi bagliori di un crepuscolo (Twilight's Last Gleaming) (1977) – NA

## Riconoscimenti
- Mostra internazionale d'arte cinematografica di Venezia
1955 – Leone d'argento per Il grande coltello
1955 – Candidatura al Leone d'oro per Il grande coltello
1956 – Premio Pasinetti per Prima linea
1956 – Candidatura al Leone d'oro per Prima linea
- Festival internazionale del cinema di Berlino
1956 – Orso d'argento per il miglior regista per Foglie d'autunno
1956 – Candidatura all'Orso d'oro per Foglie d'autunno
- Festival di Cannes
1963 – Candidatura alla Palma d'oro per Che fine ha fatto Baby Jane?
- Directors Guild of America Award
1963 – Candidatura per il miglior regista per Che fine ha fatto Baby Jane?
1968 – Candidatura per il miglior regista per Quella sporca dozzina
- Laurel Awards
1965 – Candidatura per il miglior regista/produttore (6º posto)
1967 – Candidatura per il miglior regista/produttore (6º posto)
1968 – Candidatura per il miglior regista/produttore (4º posto)
1970 – Candidatura per il miglior regista/produttore (10º posto)
- Hochi Film Awards
1982 – Miglior film straniero per California Dolls